# Labelle (Album)
Labelle ist das Debütalbum des US-amerikanischen Funk-/Soul-Trios Labelle, einer Girlgroup, die auch unter dem Namen Patti LaBelle & The Bluebelles bekannt wurde. Das Album wurde 1971 auf dem Plattenlabel Warner Bros. Records veröffentlicht.

## Titelliste
Seite A
1. Morning Much Better (Nona Hendryx) (4:00)
2. You’ve Got a Friend (Carole King, Toni Stern) (4:16)
3. Baby's Out of Sight (Sarah Dash, Armstead Edwards) (2:35)
4. Time & Love (Laura Nyro) (3:45)
5. Too Many Days (Nona Hendryx) (2:57)

Seite B
1. Running Out of Fools - If You Gotta Make a Fool of Somebody (Kay Rogers, Richard Ahlert) (4:15)
2. Shades of Difference (Nona Hendryx, Patti LaBelle) (3:14)
3. Heart Be Still (Bert Berns) (3:14)
4. Wild Horses (Mick Jagger, Keith Richards) (3:03)
5. Time (Patti LaBelle, Armstead Edwards) (3:48)
6. When the Sun Comes Shining Through (The Ladder) (Michael D’Abo) (3:56)

## Mitwirkende
- Patti LaBelle – Gesang
- Nona Hendryx – Gesang
- Sarah Dash – Gesang
- Buzzy Linhart – Rhythmusgitarre
- Kenny Ascher – Piano
- Gene Casey – Piano, Komponist
- Judy Clay – Gesang
- Gene Cornish – Gitarre
- Marlo Henderson – Rhythmusgitarre
- Andre Lewis – Orgel, Klarinette
- Bob Mann – Gitarre
- Don Payne – Bass
- Luther Rix – Schlagzeug
- Aram Schefrin – Rhythmusgitarre
- David Spinozza – Gitarre
- Bill Takas – Bass
- Bob Gruen – Fotograf
- Dave Williams – Schlagzeug